# Idastrandia orientalis
Idastrandia orientalis (лат.) — вид павуків-скакунів з підродини Amycinae, що виділяється в монотипний рід Idastrandia. Зустрічається в Малайзії. Довжина тіла самців — 5 мм. Вид був описаний в 1915 році за єдиною особиною 27[джерело?] угорським арахнологом Калманом Сомбаті (угор. Kálmán Szombathy). У зв'язку з незвичайною будовою зубців на хеліцерах, таксономічне положення виду досі нез'ясоване.